# بحيرة كبيرة (مسلسل)
بحيرة كبيرة (بالإنجليزية: Big Lake) مسلسل كوميدي أمريكي. عرض على قناة كوميدي سنترال في 17 أغسطس، 2010. استمر لموسم واحد تكون من عشرة حلقات. من إعداد لو مارتن وبطولة كريس غيثارد، هوراشيو سانز، كريس بارنيل، ديبراه راش، ديلان بلو وجيمس ريبورن.

## وصلات خارجية
- بحيرة كبيرة على موقع IMDb (الإنجليزية)
- بحيرة كبيرة على موقع ميتاكريتيك (الإنجليزية)
- بحيرة كبيرة على موقع روتن توميتوز (الإنجليزية)
- بحيرة كبيرة على موقع كينوبويسك (الروسية)
- بحيرة كبيرة على موقع ألو سيني (الفرنسية)
- بحيرة كبيرة على موقع قاعدة بيانات الفيلم (الإنجليزية)